# House of Love
House of Love es el vigésimo segundo álbum de estudio de la cantante estadounidense de country Dottie West. Fue publicado en mayo de 1974 a través del sello discográfico RCA Records.

## Grabación y contenido

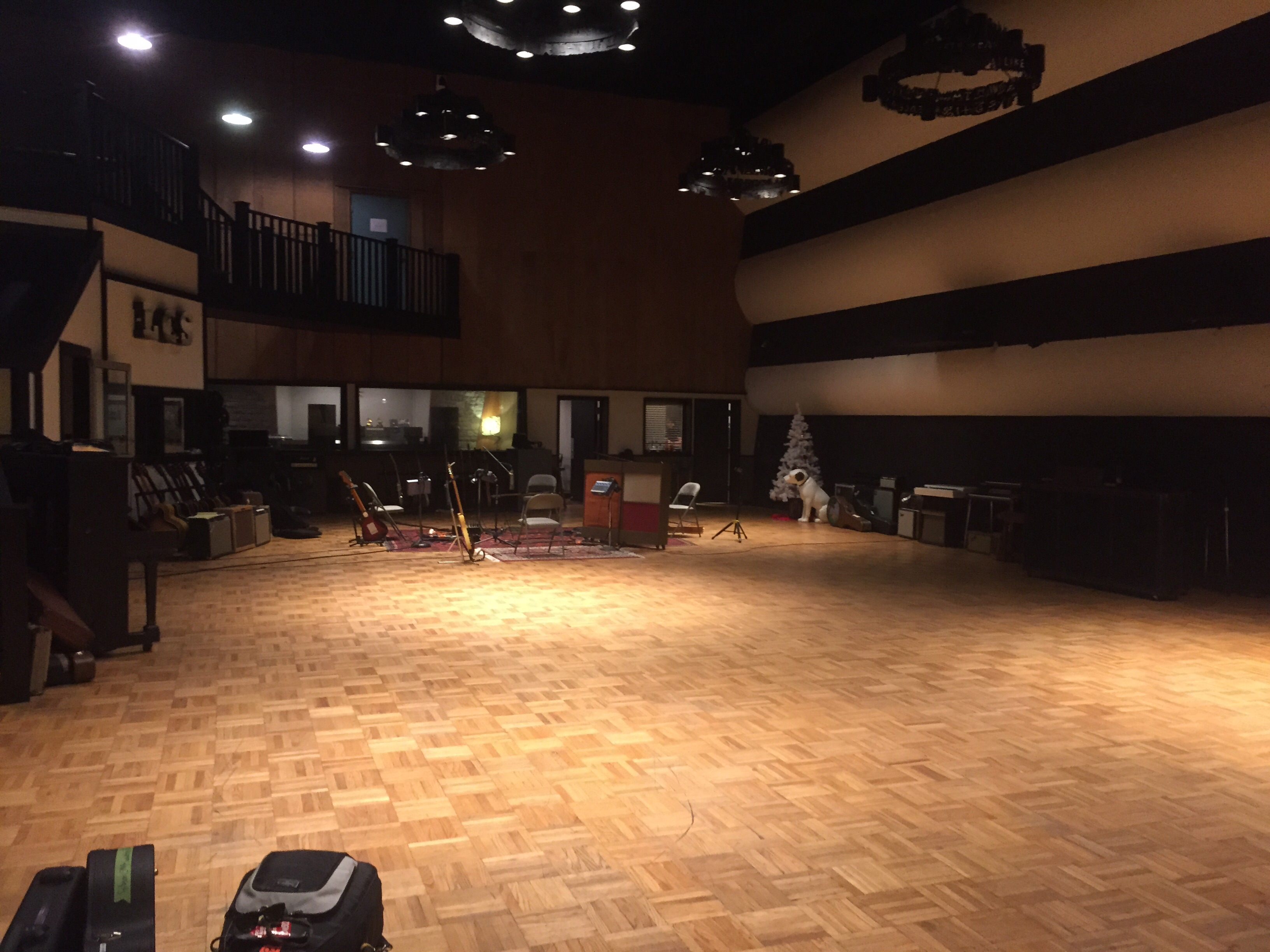
RCA Studio A, donde Dottie West grabó House of Love.

Al igual que el álbum de estudio anterior de West, Country Sunshine, Billy Davis se encargó de la producción del álbum—Durante los últimos años, West había escrito música con Davis. Sus canciones fueron utilizadas como jingles comerciales de la empresa Coca Cola. Sin embargo, después del éxito del comercial (que se convirtió en un sencillo exitoso) llamado «Country Sunshine», Davis comenzó a producir West. Las sesiones de grabación del álbum tuvieron lugar en RCA Studio A, un estudio ubicado en Nashville, Tennessee. El álbum contenía diez canciones. Entre sus composiciones estaba «Love as Long as We Can», una canción coescrita por Davis, West y Byron Metcalf (su segundo esposo). El lanzamiento de House of Love también incluyó canciones escritas por compositores de country establecidos. Esto incluyó a Kris Kristofferson, Kenny O'Dell y Willie Nelson. El álbum también incluía una versión del éxito easy listening de Diana Ross de 1974, «Last Time I Saw Him».

## Lanzamiento
House of Love fue publicado en mayo de 1974 a través de RCA Records y se convirtió en el vigésimo segundo álbum de estudio de West. Se publicó como un LP de vinilo y contenía cinco canciones en cada lado del disco. A diferencia de su lanzamiento de estudio anterior, House of Love no se posicionó en las listas musicales de Billboard, particularmente la lista Hot Country LPs. Sin embargo, House of Love logró posicionarse en el número 41 en la lista Top Country LP's de Cash Box antes de descender al número 42 en la semana del 27 de julio de 1974.

## Lista de canciones
| Lado uno |                                  |                           |          |  |
| N.º      | Título                           | Escritor(es)              | Duración |  |
| 1.       | «Lay Back Lover»                 | Steve Pippin Rafe Van Hoy | 2:43     |  |
| 2.       | «Everybody Bring a Song»         | Bill Backer               | 2:48     |  |
| 3.       | «Last Time I Saw Him»            | Michael Masser Pam Sawyer | 3:00     |  |
| 4.       | «Just the Other Side of Nowhere» | Kris Kristofferson        | 2:46     |  |
| 5.       | «House of Love»                  | Kenny O'Dell              | 2:06     |  |

| Lado dos |                                     |                                 |          |  |
| N.º      | Título                              | Escritor(es)                    | Duración |  |
| 1.       | «Good Lovin' You»                   | Larry Gatlin                    | 2:54     |  |
| 2.       | «I Still Can't Believe You're Gone» | Willie Nelson                   | 4:13     |  |
| 3.       | «I Like to Hear the Rain»           | Alex Harvey                     | 3:21     |  |
| 4.       | «Does It Matter»                    | Donna Fargo                     | 3:15     |  |
| 5.       | «Love as Long as We Can»            | Dottie West Byron Metcalf Davis | 2:37     |  |

## Créditos y personal
Créditos adaptados desde las notas de álbum de House of Love.
Músicos
- Joe Allen – bajo eléctrico
- Henry Strzelecki – bajo eléctrico
- Byron Metcalf – batería
- Kenny O'Dell – guitarra acústica
- Bobby Thompson – guitarra acústica, banjo
- Chip Young – guitarra acústica
- Bucky Barrett – guitarra eléctrica
- Dale Sellers – guitarra eléctrica
- Weldon Myrick – steel guitar
- Bobbe Seymour – steel guitar
- Ron Oates – piano, órgano, vibráfono
- Johnny Gimble – violín tradicional
- Buddy Spicher – violín tradicional
- Sheldon Kurland – violín
- Brenton Banks – violín
- Chris Teal – violín
- George Binkley – violín
- Martin Katahn – violín
- Stephanie Woolf – violín
- Steve Smith – violín
- Marvin Chantry – viola
- Gary Vanosdale – viola
- Martha McCrory – violonchelo
- David Vanderkooi – violonchelo

Personal técnico
- Billy Davis – productor
- Al Pachucki – ingeniero de audio
- Bill Vandevort – ingeniero de audio
- Bubba Campbell – técnico de estudio
- David Roys – técnico de estudio
- Jimmy Moore – fotografía
- Herb Burnette – director artístico

## Posicionamiento
| Gráfica (1974)                             | Pico de posición |
| ------------------------------------------ | ---------------- |
| Estados Unidos (Cash Box Top Country LP's) | 41               |